# Список умерших в 982 году
В этой статье представлен список известных людей, умерших в 982 году.
См. также: Категория:Умершие в 982 году

## Январь
- 2 января — Детмар Пражский — первый епископ Пражский (с 973 года)
- 11 января — Ильдегарда деи Суппониди[итал.] — дворянка из рода Суппонидов, жена первого графа Каноссы Адальберта Атто
- 19 января — Аль Хасан ибн Убайд[англ.] (924/925—982) — принц из династии Ихшидидов, правитель Палестины в 968—970 годах

## Апрель

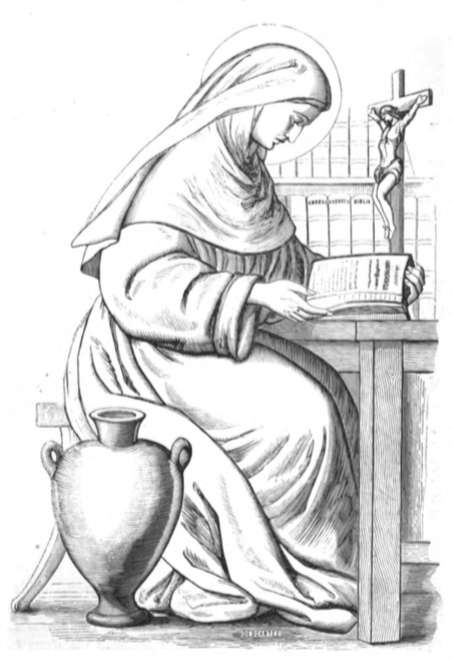
Святая Сеньоринья де Басто

- Святая Сеньоринья де Басто22 апреля — Сеньоринья де Басто[англ.] (ок.924—982) — святая, настоятельница монастыря Террас де Басто в Португалии
- 30 апреля — Фораннан де Вольсор[фр.] — святой, аббат Вольсора, епископ Донамора

## Июль
- 13 июля:
  - Абу’л-Касим Али ибн аль-Хасан аль-Кальби[нем.] — эмир Сицилийского эмирата с 964 года. Погиб в битве при Стило (около современного Кротоне)
  - Атенульф Беневентский[итал.] — брат Ландульфа VI и Пандульфа II. Погиб в битве при Стило (около современного Кротоне) против сарацин
  - Бертольд I Брисгаусский[нем.] — граф в Брисгау и фогт Базеля с 962 года. Погиб в битве при Стило (около современного Кротоне) против сарацин
  - Бурхард IV[нем.] — граф в Гассегау и Лизгау. Погиб в битве при Стило (около современного Кротоне) против сарацин
  - Генрих I Аугсбургский[нем.] — епископ Аугсбурга с 973 года. Погиб в битве при Стило (около современного Кротоне) против сарацин
  - Гюнтер Мерзебургский — маркграф Мерзебурга в 965—976 и 979—982 годах, маркграф Мейсена и Цайца с 981 года. Погиб в битве при Стило (около современного Кротоне) против сарацин
  - Ландульф VI Капуанский — князь Беневенто (Ландульф IV) в 968—981 годах, князь Капуи в 968—982 годах, брат Пандульфа II и Атенульфа. Погиб в битве при Стило (около современного Кротоне) против сарацин
  - Пандульф II — князь Салерно в 977—981 годах, брат Ландульфа VI и Атенульфа. Погиб в битве при Стило (около современного Кротоне) против сарацин

## Октябрь
- 13 октября — Цзин-цзун (948—982) — 5-й император династии Ляо с 969 года
- 30 октября — Веринар Фульдский — бенедиктинец, кардинал X века, племянник святого Ульриха Аугсбургского, аббат Фульды c 968 года
- 31 октября — Оттон I (954—982) — герцог Швабии с 973 года и Баварии с 976 года, внук императора Оттона I

## Ноябрь
- Абу'ль Хуссейн Утби[англ.] — визирь Саманидского государства с 977 года

## Декабрь
- 12 декабря — Адель де Мо — французская аристократка; графиня де Шалон и позже графиня Анжу.

## Дата неизвестна или требует уточнения
- Адальберо Саксонский — первый пфальцграф Саксонии в 965—966 и 972 годах, граф Гессенгау в 958 году, граф в Лизгау в 953 году, фогт монастыря Хильвартсхаузен
- Бурхард Регенсбургский — первый маркграф Баварской Восточной марки (955—976), бургграф Регенсбурга
- Ванг Пу[англ.] (922—982) — в Поздней Чжоу и Империи Сун, историк
- Гао ХуайдеГао Хуайде[англ.] (ок.923—982) — военачальник в Поздней Чжоу и Империи Сун

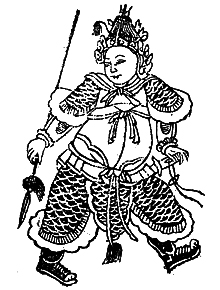
Гао Хуайде

- Джайя Парамешвараварман I[фр.] — правитель Тямпы с 965 года
- Ибн Хафиф[англ.] — иранский мистик и суфий
- Индра IV[англ.] — махараджадхираджа Махараштры с 974 года, последний правитель из династии Раштракутов
- Ландульф I[англ.] — первый архиепископ Беневенто с 969 года
- Саббатай бен-Авраам бен-Иоель Донноло (913—982) — греко-итальянский и еврейский учёный
- Эдвин Суссекский[англ.] — элдормен Суссекса
- Эльвира Рамирес (937—982) — дочь короля Леона Рамиро II, регент королевства Леон в 966—975 годах